# Jean de Vogüé
Pour les articles homonymes, voir Vogüé (homonymie).
Jean Alexandre Melchior de Vogüé, né à Paris le 27 avril 1898, et mort le 18 septembre 1972 à Maincy (Seine-et-Marne), est un résistant français (mouvement CDLR).

## Biographie
Né dans le 7e arrondissement de Paris, il est le fils de Robert de Vogüé et de Lucie Sommier, le petit-fils de Charles Jean Melchior de Vogüé et d'Alfred Sommier.
Il entre à l'École navale en 1917 et termine la Première Guerre mondiale dans la flotte de Méditerranée. Il quitte la Marine et dirige son entreprise de sucrerie familiale.
Mobilisé en 1939 à la mission navale française de Londres, il participe en 1940 à l'évacuation de Dunkerque. 
Il rejoint la Résistance en 1942, dans le mouvement Combat, puis dans le mouvement Ceux de la Résistance, dont il devient un des dirigeants. Il représente ce mouvement au Comité parisien de la Libération.
Au printemps 1944, avec Pierre Villon et Maurice Kriegel-Valrimont, il est l'un des trois dirigeants du comité d'action militaire (COMAC) créé par le Conseil national de la Résistance (CNR), Il est alors connu sous le pseudonyme de Vaillant. Il est délégué par le CNR à l'Assemblée consultative provisoire (novembre 1944-août 1945). 
Une plaque commémorative lui rend hommage 39 avenue de la Bourdonnais (7e arrondissement de Paris), où il avait installé un PC clandestin avec le commandant Massiet-Dufresne. Elle mentionne également le rôle du général Joinville-Malleret dans la Libération de Paris.
Après cet épisode, il abandonne toute carrière politique, pour se consacrer à ses affaires industrielles. Il est président-directeur général de la Compagnie nouvelle de Sucreries réunies et vice-président de la raffinerie Lebaudy-Sommier. 
Lors de son décès, Pierre Villon, ancien secrétaire général du CNR, lui rend un hommage vibrant, déclarant que « Jean de Vogüe, bien qu'issu d'une des familles du grand capital, a été un patriote passionné. Il a toujours appuyé, sans hésitation, tout ce qui pouvait contribuer au développement de la lutte. ».

## Vie privée
Jean de Vogüé épouse en 1927 Hélène Jaunez (1908-2003), fille de Maximilien Jaunez et de Jeanne de Montagnac. Tous deux ont un fils :
- Patrice de Vogüé (1928-2020), héritier et administrateur du château de Vaux le Vicomte, marié en 1967 avec Maria-Cristina Colonna di Paliano, fille de Guido Colonna di Paliano et de Tatiana Conus (fille du pianiste russe Julius Eduardovich Conus). Dont postérité.

## Distinctions
- Commandeur de la Légion d'honneur (28 septembre 1957) ; officier du 20 octobre 1946, chevalier du 7 novembre 1940[6]
- Croix de guerre 1939-1945[6]
- Médaille de la Résistance française avec rosette (16 janvier 1947)[7]